# 台風のノルダ
『台風のノルダ』（たいふうのノルダ）は、スタジオコロリド制作による日本のノイタミナ作品のアニメーション映画。2015年6月5日公開。

## 概要
新井陽次郎の劇場作品初監督作品。とある離島に所在する中学校を舞台に少年同士の友情を主題とした完全オリジナルアニメ作品。3週間限定で公開される。また、本作で作画監督とキャラクターデザインを担当している石田祐康が監督を務めたアニメ作品『陽なたのアオシグレ』が同時上映される。
2016年7月7日、フジテレビなど4局において地上波でノーカット放送された。

## ストーリー
離島にある中学校に通う東シュウイチは、子供の頃から続けていた野球を辞めたことで親友の西条ケンタと険悪な関係になり、文化祭前日にもケンカをしてしまう。その日の放課後、大型の台風が接近したことで島に取り残された生徒たちは学校で一夜を迎えることになった。台風が直撃してクラスメイトたちが騒ぎ出す中、東は鉄塔の上に立ち尽くす少女を見かけ、落雷を受け落下した少女を助けに向かう。
山頂の旧体育館に少女を運び看病する東に対し、少女は旧体育館の穴は自分が空け、地球の中心部まで続いていると話し、「地の渦（旧体育館の穴）」と「空の渦（大型台風の目）」と自分が一点で繋がった時、強制的に人柱になり地球を再構築させる役目だと語る。少女を助けようとする東だったが、首輪によって操られた少女を助けることが出来ず西条に助けを求める。しかし東の言葉に呆れた西条は取り合おうとしなかった。
大型台風が旧体育館の穴と重なり少女が穴に引き込まれ、東は旧体育館に助けに向かう。その姿を見た西条は引き留めようとするが、東の真剣な姿を見て考えを改め和解し、共に少女を助ける為、首輪を外そうと試みるも空から降りる謎の光の力で弾き出される2人。そんな中、西条が持っていた野球ボールを見つけ手にした東は、少女の首輪目掛けてボールを投げ付ける。ボールが命中した首輪は砕け散り、それによって少女は解放され、同時に旧体育館の穴は充満していた海水が結晶化し埋まり、大型台風も消滅した。
少女は2人に感謝を伝え、宇宙船に乗り込んだ。名前を尋ねた東に対し、少女は「ノルダ」と笑顔で答え、地球を去って行った。

## 登場人物
東シュウイチ
声 - 野村周平、本多真梨子（7歳時）
西条ケンタ
声 - 金子大地、Lynn（7歳時）
ノルダ
声 - 清原果耶
神崎先生
声 - 小島英樹
桃井先生
声 - Lynn
委員長
声 - 本多真梨子
トンガリ
声 - 高瀬泰幸
ノッポ
声 - 山口正秀
キリリ
声 - 大森舞
オテンバ
声 - 諏訪ななか
チュウカ
声 - 寺本治子
トンテキ
声 - 佐々木篤
タマチャン
声 - 木野日菜
カテイカ
声 - 中田沙奈枝
ヨワムシ
声 - 谷口夢奈
サワヤカ
声 - 藤原祐規
男子生徒
声 - 井之上潤
ラジオの音声
声 - 横田紘一

## スタッフ
- 監督 - 新井陽次郎[6]
- キャラクターデザイン・作画監督 - 石田祐康[6]
- CGI監督 - 三好紀彦
- 美術監督 - 西村美香
- 色彩設計 - のぼりはるこ
- 撮影監督 - 佐藤光洋
- 編集 - 奥田浩史
- 音楽 - 浜渦正志[6]
- 音楽プロデューサー - 佐野弘明
- 音響監督 - 本山哲
- 主題歌 - Galileo Galilei[6]「嵐のあとで」
- アニメーション制作 - スタジオコロリド[6]
- チーフプロデューサー - 山本幸治
- プロデューサー - 尾崎紀子、武井克弘
- アニメーションプロデューサー - 金苗将宏
- 企画制作 - フジテレビジョン、ツインエンジン
- 製作委員会 - フジテレビジョン、東宝
- 配給 - 東宝映像事業部[6]

### 放送局
| 放送期間      | 放送時間                     | 放送局             | 対象地域   | 備考 |
| ------------- | ---------------------------- | ------------------ | ---------- | ---- |
| 2016年7月7日  | 金曜 0:55 - 1:25（木曜深夜） | フジテレビ         | 関東広域圏 |      |
|               |                              | 岩手めんこいテレビ | 岩手県     |      |
|               |                              | さくらんぼテレビ   | 山形県     |      |
|               | 金曜 1:55 - 2:30（木曜深夜） | 関西テレビ         | 近畿広域圏 |      |
| 2016年7月22日 | 金曜 2:30 - 3:05（木曜深夜） | テレビ静岡         | 静岡県     |      |

2021年3月31日　水曜 2:00 - 2:30（火曜深夜）　BS12　全国　
2021年6月20日　日曜 20:20 - 20:55　BS12　全国
2021年6月29日　火曜 2:00 - 2:30（月曜深夜）　BS12　全国　

## 受賞
- 文化庁メディア芸術祭アニメーション部門・新人賞（2015年） [9]
- 第7回TAMA映画賞[10]
  - 最優秀新人男優賞（野村周平）[11]